# 联合国人权理事会
联合国人权理事会（英語：United Nations Human Rights Council）是联合国系统中的政府间机构，负责在全球范围内加强促进和保护人权的工作，解决人权侵犯问题并对此提出建议，讨论全年所有需要关注的人权问题和状况。理事会会议在联合国日内瓦办事处举行。
联合国人权理事会由联合国大会于2006年3月15日通过其第60/251号决议创立。其由47个通过联合国大会选举的成员国组成，总部设在瑞士日内瓦，取代了之前的在聯合國經濟及社會理事會下的聯合國人權委員會。

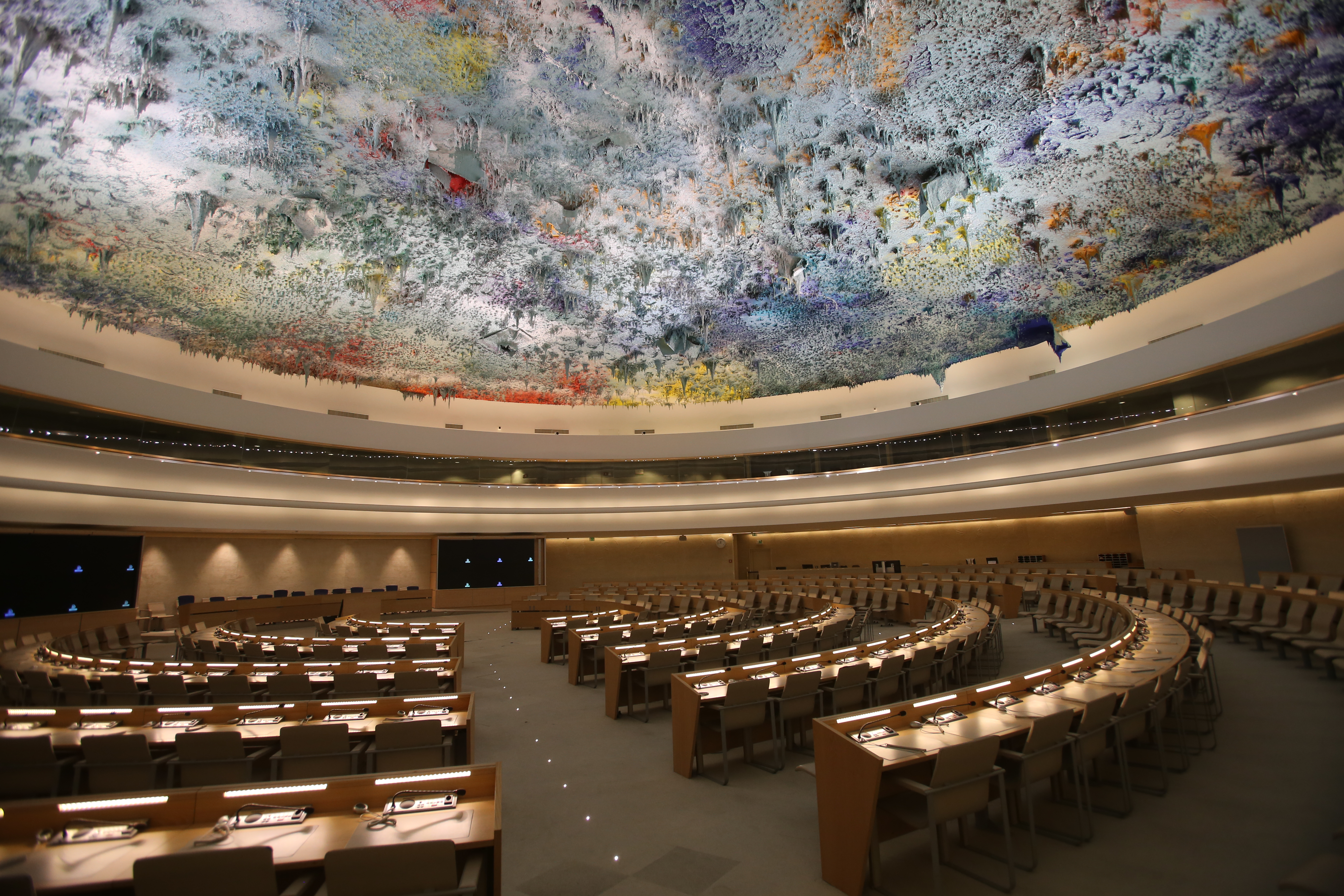
人权与文明联盟厅是位于瑞士日内瓦万国宫的联合国人权事务高级专员办事处

普遍定期审议机制为理事会程序中评估联合国各成员国人权状况服务；咨询委员会作为理事会智囊，为人权专题问题提供专业知识和建议；投诉程序（也称“申诉程序”）使得个人和组织有机会提请理事会对人权侵犯行为的注意。
人权理事会也与原先由人权委员会建立的联合国特别程序一同开展工作。特别程序由特别报告员、特别代表、独立专家和工作组组成，对具体国家专题问题或人权状况予以监督、审查、建议和公开报导。

## 历史
联合国人权理事会的前身是联合国人权委员会（簡稱人權委員會）。最初作为聯合國系統框架下的功能委員會，是联合国经济及社会理事会的職司委員會，它也幫助聯合國人權事務高級專員辦事處（英語：Office of the United Nations High Commissioner for Human Rights）開展工作。主要職責是：根據《聯合國憲章》宗旨和原則，在人權領域進行專題研究、提出建議和起草國際人權文書並提交聯合國大會。
聯合國人權委員會根據《聯合國憲章》於1946年在聯合國經濟社會理事會第一次會議上成立，它是最早的兩個聯合國功能委員會之一（另一個是聯合國婦女地位委員會）。2006年3月15日，联合国大会以170票支持、4票反对和3票弃权多数通过成立联合国人权理事会，取代聯合國人權委員會。2006年3月27日舉行的第六十二屆會議中，在未經表決的情況下通過結束聯合國人權委員會的工作，委員會的工作亦全交由新成立的聯合國人權理事會，自此聯合國人權委員會正式被聯合國人權理事會所取代。
联合国人权理事会首次会议于2006年6月19日至30日召开。一年之后，理事会通过了指导工作和设立其程序与机制的“体制建设一揽子计划”，计划详细说明了作为工作基础的程序、机制和结构。

## 理事会结构
联合国人权理事会拥有47个席位：非洲13席、亚太国家13席、东欧6席、拉丁美洲和加勒比海地区8席、西欧及其他国家集团7席。（2021年以前亚太14席，东欧5席）
該理事会的成员国由联合国大会成员国通过直接无记名投票选举产生，每届任期3年，最多可连任一次；若理事会成员国严重违反人权，经联合国大会三分之二成员国同意可中止其资格。至於未列入理事會的聯合國成員國則為觀察員國。

### 理事会成员
| 区域集团   | 非洲国家（13）                                                    | 亚太国家（13）                          | 东欧国家（6）                                                                        | 拉丁美洲和加勒比海地区（8）  | 西欧和其他国家（7）                                     |
| ---------- | ----------------------------------------------------------------- | --------------------------------------- | ------------------------------------------------------------------------------------ | ---------------------------- | ------------------------------------------------------- |
| 2025－2027 | · 刚果民主共和国 · 衣索比亞 ·                                     | 賽普勒斯 · 马绍尔群岛 · 大韓民國 · 泰國 | 捷克 · 北馬其頓                                                                      | 玻利维亚 · 哥伦比亚 · 墨西哥 | 冰島 · 西班牙 · 瑞士                                    |
| 2024－2026 | · 马拉维                                                          | 中国 · 印度尼西亞 · 日本 · 科威特       | 阿尔巴尼亚 · 保加利亚                                                                | 巴西 · 古巴 ·                | 法國 · 荷蘭                                             |
| 2023－2025 | 阿尔及利亚 · 摩洛哥 · 南非 · 苏丹                                 | · 馬爾地夫 · 越南                       | · 羅馬尼亞                                                                           | 智利 ·                       | 比利时 · 德国                                           |
| 2022－2024 | · 喀麦隆 ·                                                        | 印度 · 马来西亚 · 阿联酋                | 立陶宛 · 蒙特內哥羅                                                                  | 阿根廷 · 巴拉圭              | 芬兰 · 盧森堡 · 美国                                    |
| 2021－2023 | · 加彭 · 马拉维 · 塞内加尔                                        | 中國 · 尼泊尔 · 巴基斯坦 ·              | 俄羅斯（於2022年4月7日因布查大屠殺遭停權後退出） · 乌克兰 · 捷克（接替俄羅斯的席位） | 玻利维亚 · 古巴 · 墨西哥     | 法國 · 英国                                             |
| 2020－2022 | 利比亞 · 毛里塔尼亚 · 苏丹 · 纳米比亚                             | 印度尼西亞 · 日本 · 马绍尔群岛 ·        | 亞美尼亞 · 波蘭                                                                      | 巴西 · 委內瑞拉              | 德国 · 荷蘭                                             |
| 2019－2021 | 布吉納法索 · 多哥 · 喀麦隆 ·                                      | 斐济 · 巴林 · 印度 · 菲律賓             | 保加利亚 · 捷克                                                                      | 巴哈马 · 乌拉圭 · 阿根廷     | 義大利 · 奥地利 · 丹麦                                  |
| 2017－2020 | 安哥拉 · 刚果民主共和国 · 奈及利亞 · 塞内加尔                     | 阿富汗 · 尼泊尔 · 巴基斯坦 ·            | 斯洛伐克 · 乌克兰                                                                    | 智利 · 墨西哥 · 秘魯         | · 西班牙                                                |
| 2016－2019 | 埃及 · 卢旺达 · 突尼西亞 · 南非                                   | 中国 · 伊拉克 · 日本 · 沙烏地阿拉伯     | · 匈牙利                                                                             | 巴西 · 古巴                  | 英国 · 美国（于2018年6月退出） · 冰島（接替美国的席位） |
| 2015－2018 | · 衣索比亞 · 多哥                                                 | · 蒙古国 · 菲律賓 · 阿联酋              | · 斯洛維尼亞                                                                         | · 巴拿马 · 委內瑞拉          | 比利时 · 德国 · 瑞士                                    |
| 2013－2016 | 阿尔及利亚 · 摩洛哥 · 纳米比亚 · 南非                             | 中国 · 馬爾地夫 · 沙烏地阿拉伯 · 越南   | 北馬其頓 · 俄羅斯                                                                    | 古巴 · 墨西哥                | 法國 · 英国                                             |
| 2012－2015 | · 衣索比亞 · 加彭 ·                                               | 日本 · 巴基斯坦 · 阿联酋                | 爱沙尼亚 · 蒙特內哥羅                                                                | 阿根廷 · 巴西 · 委內瑞拉     | 德国 · 爱尔兰 · 美国                                    |
| 2011－2014 | · 布吉納法索 · 刚果共和国                                         | 印度 · 印度尼西亞 · 科威特 · 菲律賓     | 捷克 · 羅馬尼亞                                                                      | 智利 · 秘魯                  | 奥地利 · 義大利                                         |
| 2010－2013 | 安哥拉 · 衣索比亞 · 利比亞*（2011年被停權） · 毛里塔尼亚 · 乌干达 | 马来西亚 · 馬爾地夫 · 泰國              | 波蘭 · 摩尔多瓦                                                                      | ·                            | 西班牙 · 瑞士                                           |
| 2009－2012 | 喀麦隆 · 模里西斯 · 尼日尔 · 塞内加尔                             | · 中国 · 约旦 · 沙烏地阿拉伯            | 匈牙利 · 俄羅斯                                                                      | 古巴 · 墨西哥                | 比利时 · 挪威 · 美国                                    |
| 2008－2011 | 布吉納法索 · 加彭 · 尚比亞                                        | 巴林 · 日本 · 巴基斯坦 ·                | 斯洛伐克 · 乌克兰                                                                    | 阿根廷 · 巴西 · 智利         | 法國 · 英国                                             |
| 2007－2010 | 安哥拉 · 埃及 · 马达加斯加 · 南非                                 | 印度 · 印度尼西亞 · 菲律賓 ·            | · 斯洛維尼亞                                                                         | 玻利维亚 · 尼加拉瓜          | 義大利 · 荷蘭                                           |
| 2006－2009 | 喀麦隆 · 尼日尔 · 模里西斯 · 塞内加尔                             | · 中国 · 约旦 · 马来西亚 · 沙烏地阿拉伯 | · 俄羅斯                                                                             | 古巴 · 墨西哥 · 乌拉圭       | 加拿大 · 德国 · 瑞士                                    |
| 2006－2008 | 加彭 · 尚比亞                                                     | 日本 · 巴基斯坦 · 斯里蘭卡              | 羅馬尼亞 · 俄羅斯                                                                    | 古巴 · 巴西 ·                | 法國 · 乌克兰                                           |
| 2006－2007 | 阿尔及利亚 · 摩洛哥 · 南非 · 突尼西亞                             | 巴林 · 印度 · 印度尼西亞 · 菲律賓       | 捷克 · 波蘭                                                                          | 阿根廷 ·                     | 芬兰 · 荷蘭                                             |
| 区域集团   | 非洲国家（13）                                                    | 亚洲国家（13）                          | 东欧国家（6）                                                                        | 拉丁美洲和加勒比海地区（8）  | 西欧和其他国家（7）                                     |

### 主席
| 屆次 | 姓名                                                        | 國籍       | 任期                  |
| ---- | ----------------------------------------------------------- | ---------- | --------------------- |
| 17   | 茨拉夫·巴莱克（Václav Bálek）                               | 捷克       | 2023.1.1－（現任）    |
| 16   | 費德里科·維勒加斯（Federico Villegas）                      | 阿根廷     | 2022.1.1－2022.12.31  |
| 15   | 娜扎特·謝米姆（Nazahat Shameen Khan）                       | 斐济       | 2021.1.15－2021.12.31 |
| 14   | 蒂西-費索伯格（Elisabeth Tichy-Fisslberger）                | 奥地利     | 2020.1.1－2020.12.31  |
| 13   | 科利·塞克（Coly Seck）                                      | 塞内加尔   | 2019.1.1－2019.12.31  |
| 12   | 沃伊斯拉夫·蘇克（Vojislav Šuc）                             | 斯洛維尼亞 | 2018.1.1－2018.12.31  |
| 11   | 華金·亞歷山大·馬薩馬特利（Joaquín Alexander MAZA MARTELLI） | 薩爾瓦多   | 2017.1.1－2017.12.31  |
| 10   | 崔慶林（Choi Kyong-lim）                                    |            | 2016.1.1－2016.12.31  |
| 9    | 約阿希姆·盧埃克（Joachim Rücker）                           | 德国       | 2015.1.1－2015.12.31  |
| 8    | 波德萊爾·恩東·埃拉（Baudelaire Ndong Ella）                 | 加彭       | 2014.1.1－2014.12.31  |
| 7    | 雷米修斯·阿基里斯·亨克澤爾( Remigiusz Henczel)              | 波蘭       | 2013.1.1－2013.12.31  |
| 6    | 拉瑟瑞(Laura Dupuy Lasserre)                                | 乌拉圭     | 2011.6.19－2012.12.31 |
| 5    | 席哈薩(Sihasak Phuangketkeow)                               | 泰國       | 2010.6.19－2011.6.18  |
| 4    | 彌尤文(Alex Van Meeuwen)                                    | 比利时     | 2009.6.19 – 2010.6.18 |
| 3    | 馬丁·烏霍莫伊比(Martin Ihoeghian Uhomoibhi)                 | 奈及利亞   | 2008.6.19－2009.6.18  |
| 2    | 多魯·羅穆盧斯·科斯泰亞(Doru Romulus Costea)                 | 羅馬尼亞   | 2007.6.19－2008.06.18 |
| 1    | 路易斯·阿方索·德阿爾巴(Luis Alfonso de Alba)                | 墨西哥     | 2006.6.19－2007.6.18  |

## 爭議

### 中國問題
2006年美國以讓人權記錄不佳的國家成為成員國為由，拒絕加入理事會。由联合国大会大多数成员通过直接和无记名投票选举产生的中華人民共和國，長期當選聯合國人權理事會成員國，經常受到美國及其他西方國家指責人權狀況惡劣。
2018年聯合國人權理事會改選，菲律賓、厄立特里亞等人權記錄不佳國家順利當選，引發人權組織譁然。6月19日，美国常驻联合国代表妮基·黑利与美国国务卿迈克·蓬佩奥在新闻发布会上指責联合国人权理事会存在“政治偏见”、并未能有效捍卫人权，宣布退出理事会。随后，俄罗斯申请参加2021至2023年人权理事会成员国选举。
2019年7月10日，22個人權理事會成員國含澳大利亚、比利时、加拿大、丹麦、爱沙尼亚、芬兰、法国、德国、冰岛、日本、拉脱维亚、立陶宛、卢森堡、荷兰、新西兰、挪威、瑞典、瑞士、英国、奥地利、爱尔兰與西班牙等國家共同發表聯合聲明，要求中國停止對新疆穆斯林所有侵犯人權的行為。12日，包括阿尔及利亚、安哥拉、白俄罗斯、布基纳法索、布隆迪、科摩罗、刚果共和國、古巴、朝鮮民主主義人民共和國、刚果民主共和國、厄立特里亚、加蓬、老挝、缅甸、尼日利亚、菲律宾、俄罗斯、索马里、南苏丹、叙利亚、塔吉克斯坦、委内瑞拉、辛巴威、沙烏地阿拉伯、巴基斯坦、埃及、多哥、柬埔寨、阿曼、卡塔尔、阿联酋、巴林、苏丹、土库曼斯坦、科威特、喀麦隆與玻利维亚等37個國家常驻日内瓦大使联名致函联合国，表达对中国新疆政策的支持。他们在信中称赞中国在人权方面取得卓越成就，并说中国在面临来自恐怖主義和极端主义方面的严峻考验之际，在新疆采取一系列防恐、防极端化的措施。
2020年在联合国人权理事会第44次会议上，针对中国全国人民代表大会通过港区国安法，欧美27国（英国为首还包括澳大利亚、奧地利、比利時、伯利茲、加拿大、丹麥、愛沙尼亞、芬蘭、法國、冰島、愛爾蘭、德國、日本、拉脫維亞、列支敦士登、立陶宛、盧森堡、馬紹爾群島、荷蘭、新西蘭、挪威、帛琉、斯洛伐克、斯洛文尼亞、瑞典、瑞士）联署反对，指控中方“破坏一国两制”；古巴、巴基斯坦、缅甸、埃及、喀麦隆、委内瑞拉、白俄罗斯、沙特阿拉伯、安地卡及巴布達、巴林、布隆迪、柬埔寨、中非共和國、科摩罗、剛果共和國、吉布地、多米尼克、赤道幾內亞、厄立特里亚、加蓬、甘比亞、幾內亞、幾內亞比索、伊朗、伊拉克、科威特、寮國、黎巴嫩、賴索托、茅利塔尼亞、摩洛哥、莫三比克、尼泊爾、尼加拉瓜、尼日尔、朝鮮、阿曼、巴勒斯坦國、巴布亞紐幾內亞、塞拉利昂、索马里、南蘇丹、斯里蘭卡、蘇丹、蘇利南、敘利亞、塔吉克、多哥、阿联酋、葉門、尚比亞和辛巴威等52个国家则发表联合声明予以支持，指出不干预主权国家内政是联合国宪章，以及国际关系基本准则的必要原则，任何国家当中，就国家安全立法权力都在于政府，这本则上并非人权问题。
2020年10月13日完成成员国席次例行改选中，由联合国大会大多数成员通过直接和无记名投票选举产生的人权理事会成员中国、俄罗斯及古巴， 被有的国际人权组织视为人权记录恶劣，引起一些人权团体认为选举结果将让联合国人权理事会的功能及作用受到严重质疑。美国国务卿蓬佩奥13日在联合国人权理事会投票结果出来后不久就迅速发表声明，谴责人权理事会屈服于专制政权。中国外交部发言人赵立坚14日在记者会上，反击蓬佩奥指控是“荒谬的”，“中国第5次当选人权理事会成员，充分反映了国际社会对中国人权事业发展进步，以及中国参与全球人权治理的高度肯定”，“中国成功走出一条中国特色人权发展道路”。

### 俄羅斯問題
2022年，俄烏戰爭全面爆发；3月底，俄羅斯軍隊撤出布查，結束長達近一個月的布查戰役，但後來烏克蘭武裝部隊與烏克蘭國家警察接手这座城市時，搜索到超過400名烏克蘭平民屍體(截至6月14日已搜索超過1600具遺體)，且所有人罹難時都呈現被虐殺的樣子，這些被害者疑似為俄羅斯軍隊所殺。
4月6日，在联合国大会第十一届紧急特别会议上，美国、英国、法国、乌克兰等54国提出了联合国大会第ES-11/3号决议的草案，主题是“暂时取消俄罗斯联邦在人权理事会的成员资格 ”。决议草案提出，由于俄罗斯在侵略乌克兰期间“严重、有系统侵犯和践踏人权及违反国际人道法”的报告，建议暂停俄罗斯在联合国人权理事会的成员资格。随后，此决议草案在投票中以93票贊成，24票反對，58票棄權獲得通過。事後俄罗斯常驻联合国副代表根纳季·库兹明认为，此项决议是“非法的、受政治因素驱动的行动”，宣布俄罗斯提前退出人权理事会。
2023年9月26日，俄罗斯申请重新加入聯合國人權理事会。10月10日，俄罗斯重新加入聯合國人權理事会的申请被否决，193个联合国成员国中只有83个国家投票赞成俄罗斯重新加入。

### 美国问题
2025年2月4日，美国总统特朗普签署行政命令，宣布美国退出联合国人权理事会。但这一“退出”决定遭到人权理事会官方质疑，发言人Pascal Sim指出美国上一次的任期已于2025年1月1日结束，不能从一个已不再是成员的组织中“退出”。

## 外部連結
- 聯合國人權事務高級專員辦事處 （页面存档备份，存于）（英文）
- 聯合國人權事務高級專員辦事處 （页面存档备份，存于）（简体中文）